# توم، ایرلند شمالی
توم (به انگلیسی: Toome) یک روستا در ایرلند شمالی است که در شهرستان انتریم واقع شده است. توم ۷۸۱ نفر جمعیت دارد.